# Someș-Odorhei, Sălaj
Someș-Odorhei este satul de reședință al comunei cu același nume din județul Sălaj, Transilvania, România.

## Istorie
Localitatea Someș-Odorhei apare prima dată în documente din 1387, sub numele Odvarhel. Printre proprietari îi întâlnim pe Kusalyi Jakcsi și familiile Wesselényi, Drágfi și Bornemissza. La mijlocul secolului al XVII-lea avea atât biserică catolică, cât și greco-catolică. În 1885 a fost construită și o școală greco-catolică cu o sală de clasă.

## Personalități
- Nicolae Goldberger (1904-1970), politician comunist